# Dobrogost z Sierakowa
Dobrogost z Sierakowa (Sierakowski) (XV wiek) – autor komentarza teatrologicznego do dzieła Poliscene Leonarda Bruni, absolwent Akademii Krakowskiej.
Dobrogost z Sierakowa był synem Wierzbięty z Sierakowa. W 1440 wstąpił na Wydział Sztuk Akademii Krakowskiej, gdzie w 1443 uzyskał bakalaureat, zaś w 1454 magisterium. W Akademii był słuchaczem i uczniem Andrzeja Grzymały. Dzięki jego wykładom zapoznał się z dziełem Poliscene Leonarda Bruni i sporządził do tego dzieła własny, obszerny komentarz w języku łacińskim, zawierający również wiedzę teoretyczną o dramacie i teatrze. Komentarz, zaczynający się od incipitu Quo michi septenno accuratius atque memoria…, zachował się w rękopisie w Bibliotece Czartoryskich na stronach 661–684. Na karcie 684 innym charakterem pisma dodana została data oraz nazwisko: 1451 post actum Schirakowsky.